# Dünnebierhaus

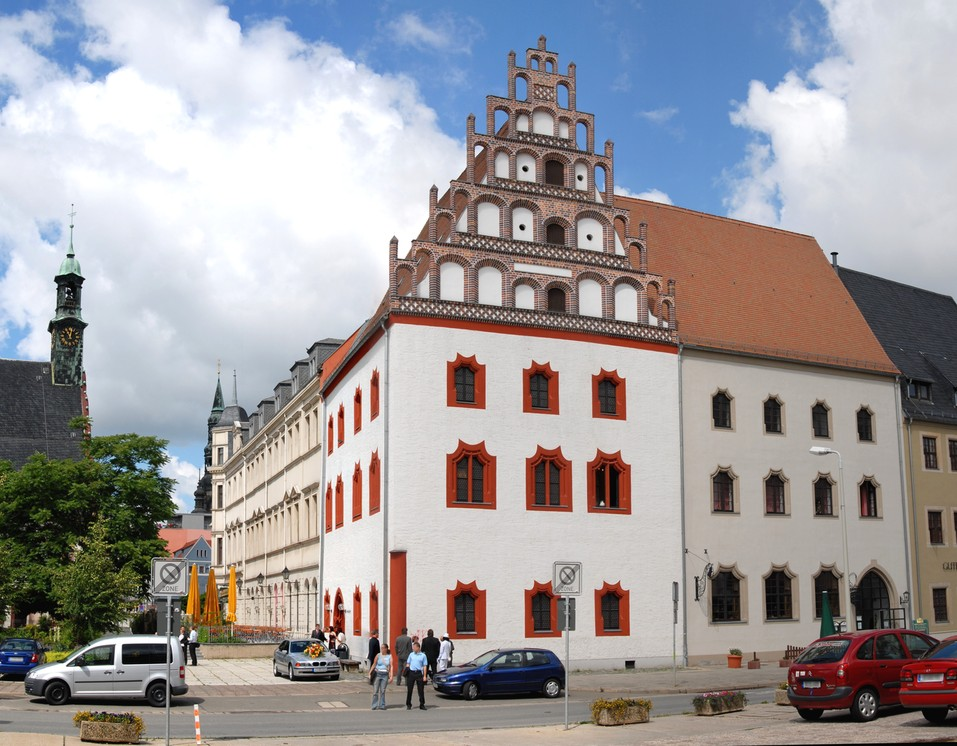
Dünnebierhaus

Das Dünnebierhaus ist ein spätgotisches Bürgerhaus in Zwickau. Es dient heute als Standesamt und wird auch als Hochzeitshaus bezeichnet.

## Geschichte
Das Bauwerk stammt aus dem Jahre 1480 und wurde von Nicol Römer errichtet.
Das Haus wurde nach dem Kolonialwarenhändler Dünnbier benannt, der hier Ende des 19. Jahrhunderts eine Likörfabrik und Kaffeerösterei betrieb.
Das Dünnebierhaus musste 1980 teilweise abgetragen werden. Bis 1984 wurde es neu errichtet und erhielt damit sein nahezu ursprüngliches Aussehen mit dem Staffelgiebel.